# Сельков, Владимир Владимирович
Владимир Владимирович Сельков (род. 1 апреля 1971, г. Березники, Пермский край) — советский и российский пловец, специализировавшийся в плавании на спине. Трёхкратный серебряный призёр Олимпийских игр 92, 96, чемпион мира 1994 года, 8-ми кратный чемпион Европы. Многократный победитель и призёр этапов Кубка Мира. Многократный победитель и призёр чемпионатов России. Заслуженный мастер спорта СССР (1992) и России.

## Биография
Родился 1 апреля 1971 г. в г. Березники Пермского края. Отец шахтер-проходчик и добытчик калийной соли, погиб в шахте за два месяца до рождения сына. В этой шахте также тридцать пять лет проработала и мать Селькова.
Начал заниматься плаванием в девятилетнем возрасте в бассейн «Титан» в г. Березники под руководством Анатолия Ивановича Жучкова и Натальи Владимировны Троцевич. На Всесоюзных юношеских соревнованиях в литовском Алитусе старший тренер юношеской сборной СССР Александр Самсонов заметил 15-летнего Селькова и пригласил на тренировочный сбор в Подмосковье, на базу «Озеро Круглое».
1988 г. — Претендовал на включение в сборную СССР на Олимпийские игры в Сеуле, но в окончательную заявку не попал.
1989 г. — впервые в составе сборной СССР принял участие в чемпионате Европы в Бонне и на дистанции 200 м на спине стал вторым (2.00,02).
1991 г. — на чемпионате мира по водным видам спорта в Перте (Австралия) завоевал бронзовую медаль на дистанции 200 м на спине (2.00,33).
В 1992 г. на Олимпийских играх в Барселоне завоевал серебряную медаль (1.58,87). В финале Сельков уступил 0,40 сек испанцу Мартину Лопесу-Суберо, победившему с олимпийским рекордом 1:58,47. Вторую серебряную медаль завоевал в комбинированной эстафете 4 × 100 м. (3.38,56).
В 1994 г. завоевал титул чемпиона мира на чемпионате мира в Риме на дистанции 200 м на спине (1.57,42). На этих же соревнованиях занял второе место в комбинированной эстафете 4 × 100 м. (3.38,28)
В 1996 г. на Олимпийских играх в Атланте, США повторил этот успех — серебряная медаль в комбинированной эстафете 4 × 100 м. (3.37,55).
В 2000 г. отобрался на Олимпийские игры а Сиднее, Австралия, но не был включен в состав сборной команды России как и в 1988 г.
Окончил Волгоградскую Государственную Академию физической культуры и спорта.
2008—2017 г. — Первый вице-президент Федерации плавания Пермского края.
С 2010 г по 2018 проводил в Перми Всероссийские юношеские соревнования по плаванию «На призы Заслуженного мастера спорта Владимира Селькова».
Тренер.

## Награды и звания
- Заслуженный мастер спорта СССР (1992)
- Орден Почета Российской Федерации (1995)
- Благодарность Президента РФ за высокие спортивные достижения на XXVI летних Олимпийских играх 1996 года (1997)